# 志田篤彦
志田 篤彦（しだ あつひこ）は、日本の映画プロデューサー。横浜放送映画専門学院（現・日本映画大学）6期卒業。同期には、編集技師の太田義則、映画監督の金秀吉、映画プロデューサーの福島聡司他がいる。

## 主な作品

### 映画
- 『主婦売春宅急便』（脚本・1985年）
- 『微熱 MY LOVE』（1990年）
- 『湾岸バッド・ボーイ・ブルー』（1992年）
- 『くまちゃん』（1993年）
- 『シークレットワルツ』（1996年）
- 『不法滞在』（1996年）
- 『オボエテイル』（2005年）

### OV
- 『拳鬼』（1992年）
- 『女飼い2』（製作・1995年）
- 『雀鬼4／麻雀代理戦争』（1995年）
- 『雀鬼5／ひとりだけの引退試合』（1995年）
- 『女釣り』（製作・1996年）
- 『最後の侠客』（2005年）

### テレビ
- NTV『星座伝説殺人事件 すばる星団が月に隠れる夜』（1989年）